# Comuna Tîrșiței, Telenești
Comuna Tîrșiței este o comună din raionul Telenești, Republica Moldova. Este formată din satele Tîrșiței (sat-reședință) și Flutura.
Comuna Tîrșiței are o suprafață totală de 35,55 kilometri pătrați, fiind cuprinsă într-un perimetru de 27,69 km. Suprafața totală a localităților din cadrul comunei alcătuiește aproximativ 3,35 kilometri pătrați.

## Demografie
Conform datelor recensământului din 2014, comuna are o populație de 1.593 de locuitori. La recensământul din 2004 erau 1.954 de locuitori.
Conform datelor recensământului din anul 2004, populația la nivelul comunei Tîrșiței constituia 1.954 de oameni, 49,33% fiind bărbați iar 50,67% femei. Compoziția etnică a populația comunei arăta în felul următor: 90,12% - moldoveni/români, 9,11% - ucraineni, 0,46% - ruși, 0,15% - găgăuzi, 0,15% - alte etnii. În comuna Tîrșiței au fost înregistrate 702 de gospodării casnice în anul 2004, mărimea medie a unei gospodării era de 2,8 persoane. La nivelul comunei, gospodăriile casnice erau distribuite, în dependență de numărul de persoane ce le alcătuiesc, asfel: 26,92% - 1 persoană, 20,66% - 2 persoane, 19,09% - 3 persoane, 20,80% - 4 persoane, 7,55% - 5 persoane, 4,99% - 6 și mai multe persoane.

## Administrație și politică
Componența Consiliului local Tîrșiței (9 consilieri), ales la 5 noiembrie 2023, este următoarea:
|  | Partid                                       | Consilieri | Componență | Componență | Componență | Componență | Componență | Componență |
|  | -------------------------------------------- | ---------- | ---------- | ---------- | ---------- | ---------- | ---------- | ---------- |
|  | Partidul Liberal Democrat din Moldova        | 6          |            |            |            |            |            |            |
|  | Partidul Acțiune și Solidaritate             | 2          |            |            |            |            |            |            |
|  | Partidul Socialiștilor din Republica Moldova | 1          |            |            |            |            |            |            |